# Bruno Jost
Bruno Jost (* 1949) ist ein deutscher Jurist.

## Leben
Nach dem Studium begann Jost seine berufliche Laufbahn 1975 bei der Staatsanwaltschaft Flensburg. 1978 wechselte er in den Justizdienst des Landes Baden-Württemberg als Staatsanwalt in Stuttgart. 1983 wurde er abgeordnet zur Bundesanwaltschaft und zum Staatsanwalt als Gruppenleiter ernannt. 1986 wurde er an das Justizministerium Baden-Württemberg abgeordnet. Nach seiner Beförderung zum Oberstaatsanwalt war er ab 1989 bei der Staatsanwaltschaft Heilbronn zuständig für Rauschgift- und Jugendstrafsachen. Von 1991 bis 1992 war er einige Monate kommissarischer Behördenleiter bei der Staatsanwaltschaft Leipzig.
1992 wurde Jost zum Oberstaatsanwalt beim Bundesgerichtshof ernannt. In der Abteilung für Strafsachen gegen die innere Sicherheit der Bundesrepublik Deutschland führte er die Ermittlungen zum Mykonos-Attentat. Aufgrund seiner Anklage wurden die Haupttäter zu lebenslangen Freiheitsstrafen verurteilt.
1997 wechselte Jost in die Abteilung für äußere Sicherheit, wo er im April 2000 zum Referatsleiter und im Dezember 2000 zum Bundesanwalt beim Bundesgerichtshof ernannt wurde. Von April 2001 bis Januar 2002 war er zusätzlich für grundsätzliche Fragen der justiziellen Zusammenarbeit in der europäischen Union zuständig. Von Oktober 2003 bis Juni 2007 war er Geheimschutzbeauftragter der Bundesanwaltschaft.
Ab Dezember 2003 war Jost außerdem stellvertretender Abteilungsleiter für den Bereich Spionage, Landesverrat und Völkerstrafgesetzbuch. 2009 trat er vorzeitig in den Ruhestand (Altersteilzeit).
Die Berliner Landesregierung beauftragte ihn im April 2017 mit einem Sonderbericht zu den Ermittlungspannen im Fall Anis Amri, die zum Anschlag auf den Berliner Weihnachtsmarkt beitrugen.

## Privat
Jost ist verheiratet und hat drei Kinder. Er lebt in Vaihingen an der Enz.